# Karl Gottlieb Bretschneider
Karl Gottlieb Bretschneider, född den 11 februari 1776, död den 22 januari 1848, var en tysk protestantisk teolog.
Bretschneider, som var generalsuperintendent i Gotha sedan 1816, var den mest betydande representanten för den något modererade rationalism, som gärna ville betraktas såsom den högre enheten av supranaturalism och rationalism (så kallad "rational supranaturalism"). Inflytelserikast var han genom sina dogmatiska arbeten, särskilt: Handbuch der Dogmatik der evangelisch-lutherischen Kirche (1814; 4:e upplagan 1838) och Systematische Entwicklung aller in der Dogmatik vorkommenden Begriffe (1805; svensk översättning 1834 med företal av Esaias Tegnér). Men även som exeget både på gamla och nya testamentets område gjorde han sig bemärkt.
Stort uppseende väckte på sin tid hans angrepp på de johanneiska skrifternas äkthet. Som predikant var han av sin samtid högt skattad. Hans teologiska ståndpunkt är väsentligen upplysningstidens; efter det "sunda människoförståndets norm" prövar han, utan egentligt inre deltagande, alla kristendomens läror, och mot alla djupare religiösa eller spekulativa åskådningar står han alltigenom oförstående. Men han visar också några av den gamla rationalismens bästa drag: ärlighet, klarhet, tydligt ställningstagande mot allahanda missförhållanden. Av intresse som tidsdokument är hans självbiografi, Aus meinem Leben, utgiven av hans son (1851).